# UCI Asia Tour
L'UCI Asia Tour est un ensemble de courses qui se déroulent en Asie. Il fait partie des Circuits continentaux de cyclisme. Le circuit UCI Asia Tour se déroule généralement de novembre à octobre sur deux années. Il en résulte plusieurs classements, un classement individuel, un par équipes et deux par nations.

## Participation des équipes
Les équipes qui peuvent participer aux différentes courses dépendent de la catégorie de l'épreuve. Par exemple, les UCI WorldTeams ne peuvent participer qu'aux courses .1 et leur nombre par épreuves est limité.
| Catégorie               | Catégorie                  | Équipes                                                                                 |
| ----------------------- | -------------------------- | --------------------------------------------------------------------------------------- |
| .1                      | 1.1 (Course d'un jour)     | * UCI WorldTeam (max 50 %) * UCI ProTeam * Équipe continentale * Sélection nationale    |
| .1                      | 2.1 (Course par étapes)    | * UCI WorldTeam (max 50 %) * UCI ProTeam * Équipe continentale * Sélection nationale    |
| .2                      | 1.2 (Course d'un jour)     | * UCI ProTeam * Équipe continentale * Sélection nationale * Équipe régionale et de club |
| .2                      | 2.2 (Course par étapes)    | * UCI ProTeam * Équipe continentale * Sélection nationale * Équipe régionale et de club |
| .Ncup (moins de 23 ans) | 1.Ncup (Course d'un jour)  | * Sélection nationale * Sélection mixte * Équipe régionale et de club (max 16%)         |
| .Ncup (moins de 23 ans) | 2.Ncup (Course par étapes) | * Sélection nationale * Sélection mixte * Équipe régionale et de club (max 16%)         |

## Palmarès

### Classement individuel
| Édition   | Vainqueur         | Deuxième              | Troisième             |
| --------- | ----------------- | --------------------- | --------------------- |
| 2005      | Andrey Mizourov   | Ryan Cox              | Martin Mares          |
| 2005-2006 | Ghader Mizbani    | Hossein Askari        | Ahad Kazemi           |
| 2006-2007 | Hossein Askari    | Ghader Mizbani        | Takashi Miyazawa      |
| 2007-2008 | Hossein Askari    | Ghader Mizbani        | Hossein Nateghi       |
| 2008-2009 | Ghader Mizbani    | Andrey Mizourov       | Boris Shpilevsky      |
| 2009-2010 | Mahdi Sohrabi     | Hossein Askari        | Ghader Mizbani        |
| 2010-2011 | Mahdi Sohrabi     | Muradian Khalmuratov  | Amir Zargari          |
| 2011-2012 | Hossein Alizadeh  | Stefan Schumacher     | Andrea Guardini       |
| 2012-2013 | Julián Arredondo  | Alois Kaňkovský       | Ghader Mizbani        |
| 2013-2014 | Samad Poor Seiedi | Boris Shpilevsky      | Alois Kaňkovský       |
| 2015      | Samad Poor Seiedi | Jakub Mareczko        | Andrea Palini         |
| 2016      | Mark Cavendish    | Peter Sagan           | Giacomo Nizzolo       |
| 2016-2017 | Mauricio Ortega   | Alexey Lutsenko       | Jakub Mareczko        |
| 2017-2018 | Alexey Lutsenko   | Benjamin Dyball       | Artem Ovechkin        |
| 2018-2019 | Alexey Lutsenko   | Lyu Xianjing          | Yevgeniy Gidich       |
| 2019-2020 | Alexey Lutsenko   | Yevgeniy Fedorov      | Hideto Nakane         |
| 2021      | Alexey Lutsenko   | Nariyuki Masuda       | Jambaljamts Sainbayar |
| 2021-2022 | Alexey Lutsenko   | Jambaljamts Sainbayar | Igor Chzhan           |
| 2022-2023 | Alexey Lutsenko   | Jambaljamts Sainbayar | Yevgeniy Fedorov      |
| 2023-2024 | Alexey Lutsenko   | Lyu Xianjing          | Yevgeniy Fedorov      |

### Classement par équipes
| Édition   | Vainqueur                       | Deuxième                      | Troisième                     |
| --------- | ------------------------------- | ----------------------------- | ----------------------------- |
| 2005      | Giant Asia Racing               | Capec                         | Barloworld-Valsir             |
| 2005-2006 | Giant Asia Racing               | Skil-Shimano                  | Relax-GAM                     |
| 2006-2007 | Giant Asia Racing               | Nippo Corporation             | Serramenti PVC Diquigiovanni  |
| 2007-2008 | Tabriz Petrochemical            | Meitan Hompo-GDR              | Skil-Shimano                  |
| 2008-2009 | Petrochemical Tabriz            | Azad University Iran          | Giant Asia Racing             |
| 2009-2010 | Tabriz Petrochemical            | Doha                          | Ahad University Iran          |
| 2010-2011 | Tabriz Petrochemical            | Ahad University               | Giant Kenda                   |
| 2011-2012 | Terengganu Cycling Team         | Tabriz Petrochemical          | Christina Watches-Onfone      |
| 2012-2013 | Tabriz Petrochemical            | Nippo-De Rosa                 | ASC Dukla Praha               |
| 2013-2014 | Tabriz Petrochemical            | Dukla Praha                   | La Pomme Marseille 13         |
| 2015      | Pishgaman Giant                 | Skydive Dubai-Al Ahli Club    | Tabriz Petrochemical          |
| 2016      | Pishgaman Giant                 | Tabriz Shahrdari              | Kolss-BDC                     |
| 2016-2017 | Team Ukyo                       | Wilier Triestina-Selle Italia | IsoWhey Sports-Swiss Wellness |
| 2017-2018 | Kinan                           | HKSI                          | Team Ukyo                     |
| 2018-2019 | Terengganu Inc-TSG              | Sapura                        | Team Ukyo                     |
| 2019-2020 | Sapura                          | Terengganu Inc-TSG            | Vino-Astana Motors            |
| 2021      | Terengganu Cycling Team         | Vino-Astana Motors            | Kuwait Pro Cycling Team       |
| 2021-2022 | Terengganu Polygon Cycling Team | Team Ukyo                     | Almaty Cycling Team           |
| 2022-2023 | Terengganu Polygon Cycling Team | Roojai Online Insurance       | JCL Team Ukyo                 |
| 2023-2024 | Terengganu Cycling Team         | JCL Team Ukyo                 | Roojai Insurance              |

| Édition   | Vainqueur  | Deuxième   | Troisième   |
| --------- | ---------- | ---------- | ----------- |
| 2005      | Kazakhstan | Iran       | Japon       |
| 2005-2006 | Iran       | Japon      | Kazakhstan  |
| 2006-2007 | Iran       | Japon      | Kazakhstan  |
| 2007-2008 | Japon      | Iran       | Ouzbékistan |
| 2008-2009 | Kazakhstan | Iran       | Japon       |
| 2009-2010 | Iran       | Japon      | Kazakhstan  |
| 2010-2011 | Iran       | Japon      | Ouzbékistan |
| 2011-2012 | Kazakhstan | Japon      | Malaisie    |
| 2012-2013 | Iran       | Kazakhstan | Japon       |
| 2013-2014 | Iran       | Kazakhstan | Japon       |
| 2015      | Iran       | Kazakhstan | Japon       |
| 2016      | Iran       | Kazakhstan | Japon       |
| 2016-2017 | Kazakhstan | Iran       | Japon       |
| 2017-2018 | Kazakhstan | Japon      | Hong Kong   |
| 2018-2019 | Kazakhstan | Iran       | Japon       |
| 2019-2020 | Kazakhstan | Thaïlande  | Japon       |
| 2021      | Kazakhstan | Japon      | Mongolie    |
| 2021-2022 | Kazakhstan | Mongolie   | Japon       |
| 2022-2023 | Kazakhstan | Mongolie   | Japon       |
| 2023-2024 | Kazakhstan | Japon      | Chine       |

| Édition   | Vainqueur    | Deuxième     | Troisième           |
| --------- | ------------ | ------------ | ------------------- |
| 2005      | -            | -            | -                   |
| 2005-2006 | -            | -            | -                   |
| 2006-2007 | Corée du Sud | Iran         | Malaisie            |
| 2007-2008 | Iran         | Malaisie     | Ouzbékistan         |
| 2008-2009 | Iran         | Kazakhstan   | Malaisie            |
| 2009-2010 | Iran         | Kazakhstan   | Hong Kong           |
| 2010-2011 | Malaisie     | Corée du Sud | Kazakhstan          |
| 2011-2012 | Kazakhstan   | Malaisie     | Japon               |
| 2012-2013 | Hong Kong    | Kazakhstan   | Iran                |
| 2013-2014 | Kazakhstan   | Iran         | Malaisie            |
| 2015      | Kazakhstan   | Iran         | Corée du Sud        |
| 2016      | Corée du Sud | Kazakhstan   | Iran                |
| 2016-2017 | Kazakhstan   | Japon        | Corée du Sud        |
| 2017-2018 | Kazakhstan   | Japon        | Hong Kong           |
| 2018-2019 | Kazakhstan   | Chine        | Hong Kong           |
| 2019-2020 | Kazakhstan   | Thaïlande    | Malaisie            |
| 2021      | Kazakhstan   | Oman         | Japon               |
| 2021-2022 | Kazakhstan   | Ouzbékistan  | Mongolie            |
| 2022-2023 | Ouzbékistan  | Kazakhstan   | Chine               |
| 2023-2024 | Ouzbékistan  | Kazakhstan   | Émirats arabes unis |

## Barème actuel
De 2005 à 2015, tous les coureurs, à l'exception des cyclistes membres d'équipes Pro Tour puis World Tour (en première division) peuvent être classés. Depuis 2016, il n'y a plus d'exception, tous les coureurs peuvent marquer des points dans le classement. De plus, le classement devient roulant sur 52 semaines, ce qui signifie que le classement établit au jour de la date de fin des circuits continentaux déterminera les vainqueurs de l'année.
Le barème des points a évolué à partir de la saison 2016. Depuis 2019, c'est le classement mondial UCI des coureurs, équipes et nations du continent qui est pris en compte.

## Identité visuelle

Logo de 2005 à 2016
Logo depuis 2016